# Basilica di Nostra Signora (Tongeren)
La basilica di Nostra Signora (in nederlandese: Onze-Lieve-Vrouwebasiliek) è il principale luogo di culto della città di Tongeren, in Belgio.

## Storia e descrizione
La Basilica è stata costruita in stile gotico brabantino nel XIII secolo.
Sul sito della chiesa recenti scavi hanno portato alla luce alcuni dei più ricchi ritrovamenti archeologici nelle Fiandre. Gli scavi archeologici hanno dimostrato la presenza di un edificio presente nell'area già a partire dal IV secolo ed una casa di preghiera carolingia risalente al IX secolo.
La costruzione del coro della basilica attuale è iniziata nel 1240. Le navate, il transetto e le cappelle laterali furono aggiunte tra il XIII e il XV secolo.
Il campanile romanico originale è stato sostituito con l'attuale torre gotica, che misura 64 m di altezza, costruita tra il 1442 ed il 1541..
L'interno della basilica ospita la statua della Madonna di Tongeren, risalente al 1475. Il tesoro è ospitato nell'ex sala del Capitolo e comprende una delle più ricche collezioni di arte religiosa in Belgio.